# Sveti Andraž v Slovenskih Goricah
Sveti Andraž v Slovenskih Goricah (esloveno: Občina Sveti Andraž v Slovenskih goricah [ˈsʋeːti anˈdɾaːʃ ʍ slɔˈʋeːnskiɣ ɡɔˈɾiːtsax]; literalmente "San Andrés en las Colinas Eslovenas") es un municipio de Eslovenia, situado en el noreste del país. Su capital es la localidad de Vitomarci. Pertenece a la región estadística del Drava y a la región histórica de Baja Estiria.
En 2019, el municipio tenía una población de 1180 habitantes.
Su territorio formaba parte del municipio-ciudad de Ptuj hasta 1995, cuando pasó a formar parte del nuevo municipio de Destrnik, del que se separó en 1998. El topónimo del nuevo municipio creado en 1998 era el que tenía la capital municipal Vitomarci hasta 1952, cuando fue obligada a adoptar su actual nombre como consecuencia de la persecución de la simbología religiosa que se llevó a cabo en la República Federal Popular de Yugoslavia.

## Localidades
El municipio comprende los pueblos de Vitomarci (la capital), Drbetinci, Gibina, Hvaletinci, Novinci, Rjavci y Slavšina.